# Jozo Andrić (likovni umjetnik)
Jozo Andrić (Mravince 24. listopada 1947.) hrvatski slikar i kipar.
Završio je Školu za primijenjene umjetnosti 1967. godine u Splitu. Izlagao je na više od trideset samostalnih izložbi diljem Hrvatske. Sudjelovao na više zajedničkih izložbi. Član
je Hrvatske udruge likovnih umjetnika u Splitu.

## Presjek rada
Andrić je apstraktni slikar. Izrađuje i apstraktne skulpture iz više materijala. Figuracija u njegovim slikama je više nehotično naznačena nego što je rezultat svjesne namjere. U kasnijem dijelu karijere bojom intervenira u drvo i kamen želeći izmiriti plastičnu kiparsku i plošnu slikarsku formu. Kao apstraktni slikar razrađuje kompoziciju, kolorističku vrijednost boje i crtačku strukturu. Istražuje odnose tonaliteta i svjetla u apstraktnoj kompoziciji, te ispituje pozicioniranje slike u standarnom dvodimenzionalnom formatu. 
U slikanje unosi druge vrste materijala kao što su rebrasti karton, isječci iz novina i papir zlatne i srebrne boje, obogaćujući teksturu slike. Kartonom je dao slici dodatnu umjetničku kvalitetu čime ostavlja osobni pečat. Fra Ante Branko Periša kaže:
“Zapravo uviđamo da Andrić počinje slikati od podloge:da bi dovršio sliku, ne ostaje na površini. Ulazi u podlogu, koristi njezini likovno svojstvo, zatim nastavlja slikati na površini. Takva podloga koja nije samo puki nositelj likovnog izražaja završava u likovnom motivu i s bojom stvara umjetnički sklad.“
Unutar tonski naslikanog ugođaja na periferiji slike Andrić u sredinu slike unosi živu igru obojanih ploha čiste ili nijansirane boje, koje su omeđene slobodnom linijom.
Gestualnost mu je minimalna a ekspresivnost minimalistička. Njegovo slikarstvo teži likovnoj vrijednosti djela tipičnoj za apstraktnu umjetnost, nauštrb tematskih i konceptualnih vrijednosti. U njegovom slikarstvu prisutna je redukcija i deformacija kao potpun odmak od figurativnosti. Čist apstraktni izraz ponekad ipak priziva sjećanje na krajolik. Kroz duži stvaralački rad zamjetno je spontano ponavljanje nekih oblika. Vladimir Rismondo objašnjava:
"Pejsažni slojevi Andrićevog slikarstva temelje se, čini mi se, upravo na takvom sagledavnju dalmatinskoga podneblja: u njegovim slikama pejsaž je sveden na izvjesni broj stalno prisutnih ikoničkih znakova. Ipak uočeni znakovi doimaju se poput oskudnih priloških oznaka mjesta radnje, jer, unutar tako minimalizirane scenografije odvija se jedan posve drugačiji slikarski sadržaj.
Rismondo još kaže:
“Vjerujem kako u suštini slikarstva Joze Andrića stoj zapažanje da njegovi motivi nisu drugo do časovite, često najprije verbalne, a tek potom vizualne impresije. Naš slikar naprosto gradi svoje slike naprosto zato da bi kanoninizirao te impresije, pa se one premeću u jedan čudan spoj subjektivne poetike i potrebe da se ona prenese na objektivnu razinu općeg iskustva, što ikona konačno i jest.
U daljnjem kreativnom radu kompozicijski se odmakao od centra slike, pažnju usmjeravajući na više samostalnih odvojenih elemenata unutar nje. Andro Filipić kaže da su Andrićeve slike:
"za zrele ljude, znalce, za strpljive. Onima gipka duha kojima je svijest i podsvijest u jednoj receptivnoj ravni."

## Vanjske poveznice
- Hulu-Split.hr